# WTA de Båstad
O WTA de Båstad – ou Ericsson Open, na última edição – foi um torneio de tênis profissional feminino, de nível WTA International.
Realizado em Båstad, na Suécia, estreou em 1971, teve vários hiatos e retornou em 2009, durando até 2017. Os jogos eram disputados em quadras de saibro durante o mês de julho.
Depois de 2017, foi substituído pelo evento de saibro em Moscou.

## Finais

### Simples
| Ano                                     | Campeã                      | Vice-campeã        | Resultado     |
| --------------------------------------- | --------------------------- | ------------------ | ------------- |
| 2017                                    | Kateřina Siniaková          | Caroline Wozniacki | 6–3, 6–4      |
| 2016                                    | Laura Siegemund             | Kateřina Siniaková | 7–5, 6–1      |
| 2015                                    | Johanna Larsson             | Mona Barthel       | 6–3, 7–62     |
| 2014                                    | Mona Barthel                | Chanelle Scheepers | 6–3, 7–63     |
| 2013                                    | Serena Williams             | Johanna Larsson    | 6–4, 6–1      |
| 2012                                    | Polona Hercog               | Mathilde Johansson | 0–6, 6–4, 7–5 |
| 2011                                    | Polona Hercog               | Johanna Larsson    | 6–4, 7–5      |
| 2010                                    | Aravane Rezaï               | Gisela Dulko       | 6–3, 4–6, 6–4 |
| 2009                                    | María José Martínez Sánchez | Caroline Wozniacki | 7–5, 6–4      |
| Torneio não realizado entre 2008 e 1991 |                             |                    |               |
| 1990                                    | Sandra Cecchini             | Csilla Bartos      | 6–1, 6–2      |
| 1989                                    | Katerina Maleeva            | Sabine Hack        | 6–1, 6–3      |
| 1988                                    | Isabel Cueto                | Sandra Cecchini    | 7–5, 6–1      |
| 1987                                    | Sandra Cecchini             | Catarina Lindqvist | 6–4, 6–4      |
| Torneio não realizado entre 1986 e 1978 |                             |                    |               |
| 1977                                    | Florența Mihai              | Mary Struthers     | 6–4, 6–4      |
| 1976                                    | Renáta Tomanová             | Helena Anliot      | 6–3, 6–2      |
| 1975                                    | Sue Barker                  | Helga Masthoff     | 6–4, 6–0      |
| 1974                                    | Sue Barker                  | Marijke Schaar     | 6–1, 7–5      |
| Torneio não realizado entre 1973 e 1972 |                             |                    |               |
| 1971                                    | Helga Masthoff              | Ingrid Bentzer     | 4–6, 6–1, 6–3 |

### Duplas
| Ano                                     | Campeãs                                            | Vice-campeãs                                       | Resultado        |
| --------------------------------------- | -------------------------------------------------- | -------------------------------------------------- | ---------------- |
| 2017                                    | Quirine Lemoine Arantxa Rus                        | María Irigoyen Barbora Krejčíková                  | 3–6, 6–3, [10–8] |
| 2016                                    | Andreea Mitu Alicja Rosolska                       | Lesley Kerkhove Lidziya Marozava                   | 6–3, 7–5         |
| 2015                                    | Johanna Larsson Kiki Bertens                       | Tatjana Maria Olga Savchuk                         | 7–5, 6–4         |
| 2014                                    | Andreja Klepač María Teresa Torró Flor             | Jocelyn Rae Anna Smith                             | 6–1, 6–1         |
| 2013                                    | Anabel Medina Garrigues Klára Zakopalová           | Alexandra Dulgheru Flavia Pennetta                 | 6–1, 6–4         |
| 2012                                    | Catalina Castaño Mariana Duque-Mariño              | Eva Hrdinová Mervana Jugić-Salkić                  | 4–6, 7–5, [10–5] |
| 2011                                    | Lourdes Domínguez Lino María José Martínez Sánchez | Nuria Llagostera Vives Arantxa Parra Santonja      | 6–3, 6–3         |
| 2010                                    | Gisela Dulko Flavia Pennetta                       | Renata Voráčová Barbora Záhlavová-Strýcová         | 7–60, 6–0        |
| 2009                                    | Gisela Dulko Flavia Pennetta                       | Nuria Llagostera Vives María José Martínez Sánchez | 6–2, 0–6, 10–5   |
| Torneio não realizado entre 2008 e 1991 |                                                    |                                                    |                  |
| 1990                                    | Mercedes Paz Tine Scheuer-Larsen                   | Carin Bakkum Nicole Jagerman                       | 6–3, 106–7, 6–2  |
| 1989                                    | Mercedes Paz Tine Scheuer-Larsen                   | Sabrina Goleš Katerina Maleeva                     | 6–2, 7–5         |
| 1988                                    | Sandra Cecchini Mercedes Paz                       | Linda Ferrando Silvia La Fratta                    | 6–0, 6–2         |
| 1987                                    | Penny Barg Tine Scheuer-Larsen                     | Sandra Cecchini Patricia Tarabini                  | 6–1, 6–2         |
| Torneio não realizado entre 1986 e 1978 |                                                    |                                                    |                  |
| 1977                                    | Cynthia Doerner Raquel Giscafré                    | Helena Anliot Florența Mihai                       | 6–2, 7–5         |
| 1976                                    | Isabel Fernández de Soto Mimi Wikstedt             | Katja Ebbinghaus Heidi Eisterlehner                | 6–1, 7–6         |
| 1975                                    | Janet Newberry Pam Teeguarden                      | Fiorella Bonicelli Raquel Giscafré                 | 6–3, 6–3         |
| 1974                                    | Sue Barker Glynis Coles                            | Fiorella Bonicelli Anna-Maria Nasuelli             | 6–2, 6–0         |
| Torneio não realizado entre 1973 e 1972 |                                                    |                                                    |                  |
| 1971                                    | Helga Masthoff Heide Orth                          | Ana Maria Pinto-Bravo Linda Tuero                  | 6–2, 6–1         |